# São Miguel do Mato (Arouca)
A Freguesia de São Miguel do Mato é uma freguesia portuguesa do Município de Arouca, com 17,11 km² de área e 550 habitantes (censo de 2021). A sua densidade populacional é 32,1 hab./km².

## História
Esta freguesia pertencia ao concelho de Fermedo, extinto em 1855, passando então a pertencer ao concelho (atual município) de Arouca.
Existiu um pequeno cenóbio ou mosteiro, não se sabendo se era dos Cónegos Regrantes ou da Ordem de S. Bento. Ficava situado entre Covelas e Paradela e entre Fermedo e Parada. Não se sabe quando extinguiu e passou a igreja secular. O Papa Gregório X, por bula de 1275 conferiu o padroado da igreja de S. Miguel do Mato ao Mosteiro de Paço de Sousa. Em 1614, o padroado passou para o colégio de Évora e depois para a Universidade de Coimbra.
Era natural desta freguesia o Ver.º  Dr. Manuel António Coelho da Rocha, grande civista e prof. Da Universidade de Coimbra. Nasceu em Covelas em 30 de abril de 1793 e faleceu em 9 de agosto de 1850.

## Lugares
Os principais lugares da freguesia são Baía, Baloca, Belece, Carvalhal Redondo, Chã, Covelas, Cruzes, Forno, Gala, Igreja, Lázaro, Mirante, Mosteirô, Paradela, Pereira, Portelada, Vale Agudia.

## Demografia
Nota: No censo de 1864 figura com a designação de Mato.
A população registada nos censos foi:
| Distribuição da População por Grupos Etários | Distribuição da População por Grupos Etários | Distribuição da População por Grupos Etários | Distribuição da População por Grupos Etários | Distribuição da População por Grupos Etários |
| -------------------------------------------- | -------------------------------------------- | -------------------------------------------- | -------------------------------------------- | -------------------------------------------- |
| Ano                                          | 0-14 Anos                                    | 15-24 Anos                                   | 25-64 Anos                                   | > 65 Anos                                    |
| 2001                                         | 130                                          | 145                                          | 381                                          | 144                                          |
| 2011                                         | 104                                          | 50                                           | 322                                          | 122                                          |
| 2021                                         | 71                                           | 64                                           | 280                                          | 135                                          |

## Património
- Igreja de São Miguel (matriz)
- Cruzeiro
- Capelas de Santo António, da Senhora dos Enfermos, de São Lázaro e uma capela no lugar de Belece

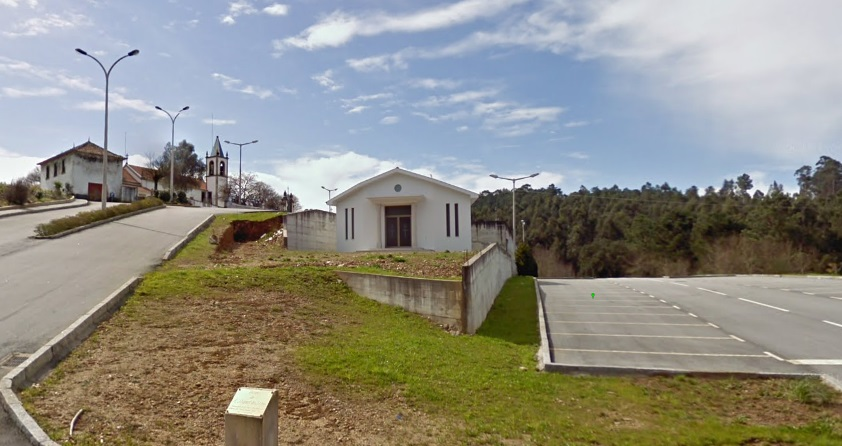
Igreja Matriz de São Miguel do Mato com as recém construídas estruturas envolventes, nomeadamente a capela mortuária e o moderno parque de estacionamento.

- Moinhos de água
- Casa Grande
- Alto da Mamoela
- Marco dos Quatro ConcelhosIgreja Matriz de São Miguel do Mato com as recém construídas estruturas envolventes, nomeadamente a capela mortuária e o moderno parque de estacionamento.

## Equipamentos
A centralidade desta freguesia está assentada no lugar de Belece. Este constitui o núcleo populacional mais importante e é onde se assentam a maioria dos equipamentos e serviços da freguesia, nomeadamente a sede da Junta De Freguesia, a majestosa capela, os estabelecimentos comerciais e o famoso palco da festa de Belece. Trata-se de um palco fixo, em tijolo de primeira qualidade, com camarins subterrâneos e estrategicamente situado em frente à capela, o que permite aos participantes das famosas festas de Nossa Senhora de Fátima desfrutar da oferta cultural como se num anfiteatro romano se encontrassem. Trata-se também de uma estrutura polivalente que permite aos habitantes utilizar-la ao largo de todo o ano nos mais diversos âmbitos, servindo por exemplo como estendal de roupa, armazém de pasto e alfaias agrícolas ou inclusive de bar de apoio em diversos convívios que incluem o popular porco no espeto de São Miguel do Mato. 

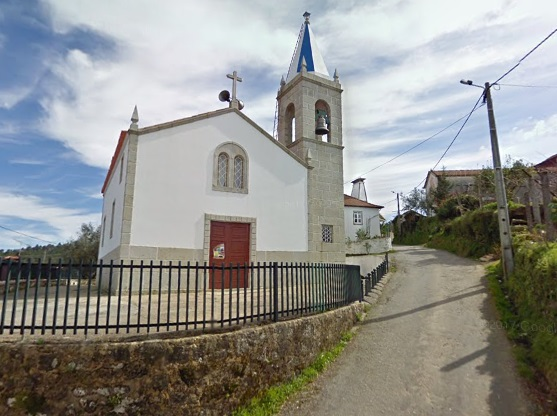
A majestosa capela Belece.

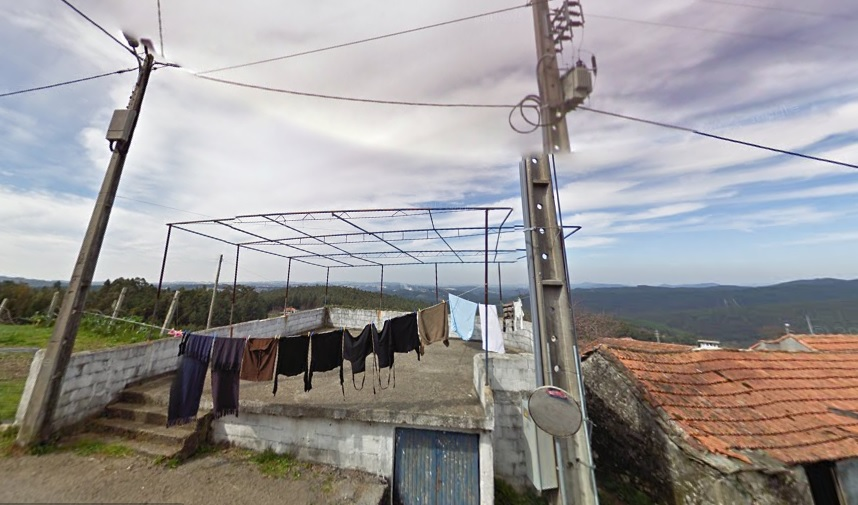
O palco de Belece, equipamento cultural da localidade e um dos ex libris da freguesia.

## Desporto
Outro dado interessante sobre a freguesia é a presença de dois campos de futebol para uma população de aproximadamente 600 habitantes. O mais importante encontra-se no lugar de Mosteirô, contando com balneários e iluminação pública, estando estrategicamente localizado ao lado da estação de serviço da mesma localidade, onde se disponibilizam combustíveis e produtos associados. Conta este equipamento também como café e restaurante onde o bagaço com mel é considerado um produto de excelência. O campo de futebol é a sede do ACRD Mosteirô, popularmente conhecidos como "os Aleijados". Esta denominação não deixa de ser injusta como clube, que conta com presenças muito meritórias no Campeonato e Taça distritais de Aveiro. Existem propostas para denominar o campo da Portelada como Estádio Vin Diesel pela proximidade da reta da Portelada onde se realizam corridas ilegais de tunning essencialmente de motorizadas tanto originais como alteradas. O segundo campo de futebol da freguesia encontra-se no lugar de Baía e encontra-se atualmente como parque de estacionamento de tratores e máquinas agrícolas devido à nula utilização da estrutura. 

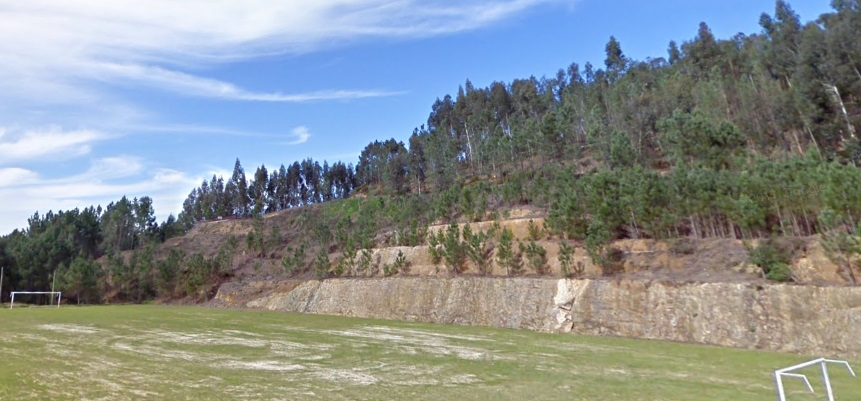
Campo da Baía - em desuso.

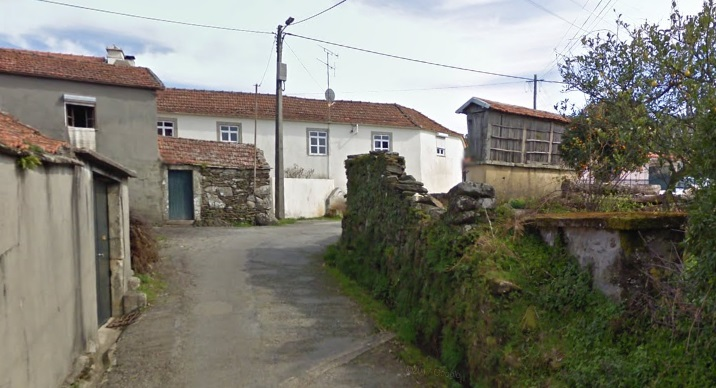
Uma pacata e bucólica rua de Belece.

## Política
São Miguel do Mato é uma freguesia com peculiaridades políticas. Tratando-se de uma freguesia com uma população relativamente pequena, resulta interessante a alternância de listas e partidos políticos ao longo dos últimos 20 anos. Durante as campanhas eleitorais as diversas listas competem ferozmente pelo controlo da Junta de Freguesia pelo que podemos encontrar famílias onde os elementos se dividem por listas adversárias. O voto é habitualmente definido em função das promessas eleitorais de cada lista e no arquivo popular podem-se encontrar referencias a promessas que nunca chegaram a ser cumpridas dos quais destacamos o quartel dos bombeiros, o heliporto, a pista artificial de desportos de inverno ou mesmo a plataforma petroquímica. Belece foi também no ano de 2011 ponderado como sede de um festival de música do género Metal organizado pelo MetalClub do Porto. O objetivo da organização era buscar um espaço rural, livre da contaminação acústica e ambiental dos ambientes urbanos e Belece foi uma das localidades ponderadas, provavelmente por um dos organizadores terem familiares no lugar. Entraves logísticos e comerciais fizeram com que o organização desconsiderasse a aldeia de Belece. 

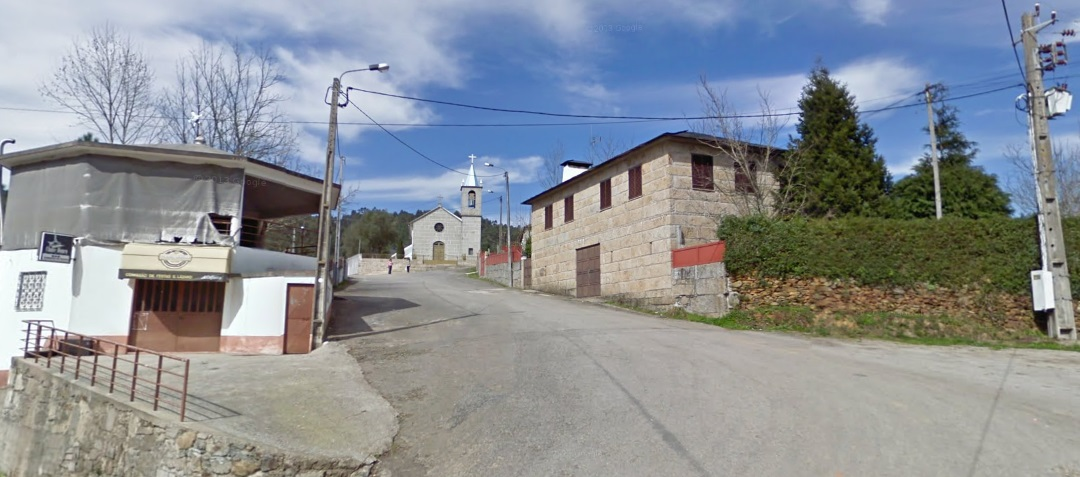
Centro de Lázaro cujas festas atraem centenas de peregrinos.

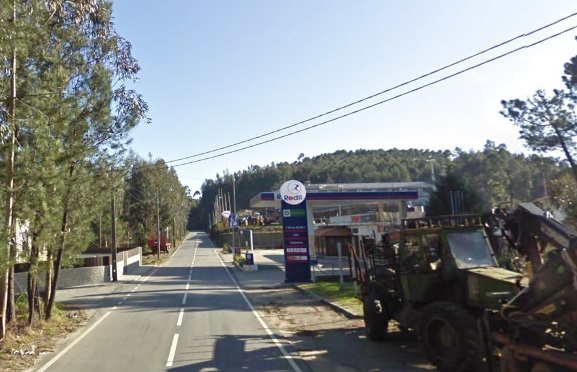
Portelada: a famosa reta, a estação de serviço e o campo de futebol do ACRD Mosteirô. Equilíbrio entre indústria, serviços e desporto.